# Орошаемое муниципальное образование (Дергачёвский район)
Орошаемое муниципальное образование — сельское поселение в Дергачёвском районе Саратовской области Российской Федерации.
Административный центр — посёлок Орошаемый.

## История
Статус и границы сельского поселения установлены Законом Саратовской области от 27 декабря 2004 года № 87-ЗСО «О муниципальных образованиях, входящих в состав Дергачёвского муниципального района».

## Население
| 2010  | 2011  | 2012  | 2013  | 2014  | 2015  | 2016  |
| ----- | ----- | ----- | ----- | ----- | ----- | ----- |
| 1795  | ↘1790 | ↘1756 | ↘1691 | ↘1644 | ↘1582 | ↘1552 |
| 2017  | 2018  | 2019  | 2020  | 2021  |       |       |
| ↘1505 | ↘1452 | ↘1408 | ↘1351 | ↗1436 |       |       |

## Состав сельского поселения
| № | Населённый пункт | Тип населённого пункта          | Население |
| - | ---------------- | ------------------------------- | --------- |
| 1 | Алтата           | село                            | ↘561      |
| 2 | Заречный         | посёлок                         | ↘219      |
| 3 | Казачка          | посёлок                         | 76        |
| 4 | Озёрный          | посёлок                         | 28        |
| 5 | Орошаемый        | посёлок, административный центр | ↘679      |
| 6 | Садовка          | посёлок                         | ↘232      |